# Ema Derossi-Bjelajac
Ema Derossi-Bjelajac (Štrmac, 3 de mayo de 1926-Zagreb, 20 de junio de 2020) fue una política croata que se desempeñó como Presidenta de la Presidencia de la República Socialista de Croacia (una república constituyente de la República Federativa Socialista de Yugoslavia) de 1985 hasta 1986 y fue simultáneamente la Presidenta del Consejo Ejecutivo de la República Socialista de Croacia. 
Fue la primera mujer en tener un título equivalente a un jefe de Estado, así como la segunda mujer (después de Savka Dabčević-Kučar) en ocupar un puesto equivalente a un jefe de gobierno en la actual Croacia. 
Ella se desempeñó en una serie de funciones de alto rango dentro de la Liga de Comunistas de Croacia y el gobierno republicano croata de la época: en particular fue miembro del Comité Central de la Liga entre 1964-1974, y miembro y vicepresidenta de Parlamento Croata entre 1978 y 1982.
Sirvó en el Comité Central de la Liga de Comunistas de Yugoslavia de 1964 a 1968.